# Бланков, Борис Владимирович
Борис Владимирович Бланков (22 марта 1947, Ленинград — 22 февраля 2023) — советский и российский артист балета, балетмейстер, педагог.
Академик Петровской Академии наук и искусства, профессор Академии русской словесности и изящных искусств им. Г. Р. Державина.

## Биография
Родился 22 марта 1947 года в Ленинграде.
В 1966 году окончил Ленинградское академическое хореографическое училище (ЛХУ) (педагоги — Н. А. Зубковский и В. В. Фидлер).
С 1966 по 1989 год Бланков — один из ведущих танцовщиков Ленинградского театра оперы и балета им. С. М. Кирова.
В 1981—1985 годах преподавал в ЛХУ им. А. Я. Вагановой.
В 1988 году окончил балетмейстерско-режиссёрский факультет ГИТИСа им. А. В. Луначарского.
Затем работал директором — художественным руководителем Ленинградского балетного театра-студии (1989—1991), главным балетмейстером Одесского театра оперы и балета (1993—1994).
Являлся членом жюри Фонда поддержки и развития детского творчества.
Скончался 22 февраля 2023 года.

## Творчество
Как хореограф поставил ряд спектаклей в городах СССР и СНГ: «Лебединое озеро», «Корсар», «Баядерка», «Золушка», «Щелкунчик». Также был постановщиком танцев в операх «Евгений Онегин», «Дон Жуан», «Амок».
В ряде своих книг — «Краткая история русского балета», «Юрий Соловьев. Звезды мирового балета» и «Великий дуэт XX века», выпущенных издательством ДЕАН, рассказал о развитии русского балета от истоков до середины XIX века, а также собрал воспоминания современников о жизни и творчестве танцовщика, народного артиста СССР Юрия Соловьева и звёздной паре русского балета — Константине Сергееве и Наталии Дудинской.
В 2011 году Бланков провёл в Михайловском театре открытый урок, посвящённый 100-летию со дня рождения Константина Михайловича Сергеева.

## Награды
- Третья премия Всесоюзного (1972) и Международного (1973) конкурсов в Москве.
- Заслуженный артист РСФСР (5 июля 1983).